# 간당 가비, 바이스!
《간당 가비 바이스》(필리핀어: Gandang Gabi, Vice!)는 필리핀의 텔레비전 토크쇼이다.

## 같이 보기
- ABS-CBN